# کودکان طبیعت
کودکان طبیعت (ایسلندی: Börn náttúrunnar) فیلمی به کارگردانی فریدریک ثور فریدریکسون است که در سال ۱۹۹۱ منتشر شد. از بازیگران آن می‌توان به برونو گانتس اشاره کرد.
این فیلم در همان سال نامزد جایزه اسکار بهترین فیلم خارجی‌زبان شد.